# منتخب جزر البهاما لكرة القاعدة
منتخب باهاماس لكرة القاعدة (بالإنجليزية: Bahamas national baseball team)‏ هو ممثل باهاماس الرسمي في المنافسات الدولية في كرة القاعدة.